# Ilkowice (powiat miechowski)
Ilkowice – wieś w Polsce położona w województwie małopolskim, w powiecie miechowskim, w gminie Słaboszów.
W latach 1954–1961 wieś należała i była siedzibą władz gromady Ilkowice, po jej zniesieniu w gromadzie Słaboszów. W latach 1975–1998 miejscowość należała administracyjnie do województwa kieleckiego.
Integralna część miejscowości: Zbigały.

## Osoby związane z miejscowością
- Bolesław Szafirski